# Murphysboro, Illinois
Murphysboro este o localitate, un oraș (în engleză cities), o municipalitate și sediul comitatului Jackson, statul Illinois, Statele Unite ale Americii. GR6 Populația sa fusese de 7.970 de locuitori la data efectuării recensământului Uniunii din anul 2010. Localitatea este parte a zonei metropolitane Metro Lakeland.

## Geografie
Murphysboro se găsește la coordonatele 37°46′2″N 89°20′14″V / 37.76722°N 89.33722°V (37.767245, -89.337346) GR1.
Conform datelor furnizate de United States Census Bureau, orașul are o suprafață totală de 12.5 km² (ori 4.8 square miles), dintre care 99,79% este uscat, iar restul de 0.21% este apă.
Murphysboro se găsește la circa 8 km sud-est (sau 5 mi) de lacul Kinkaid.

## Demografie
Conform recensământului GR2 din anul 2000, în localitate trăiau 13.295 de persoane în 3.704 locuințe, dintre care 2.129 erau familii (având cel puțin doi membri). Densitatea populației era de peste 1.069 locuitori/km² (sau de peste 2,751 locuitori/mi²).

## Festival
În Murphysboro se desfășoară Apple Festival (în română Festivalul mărului, care se ține întotdeauna în al doilea week-end după Labor Day.

## Legături externe

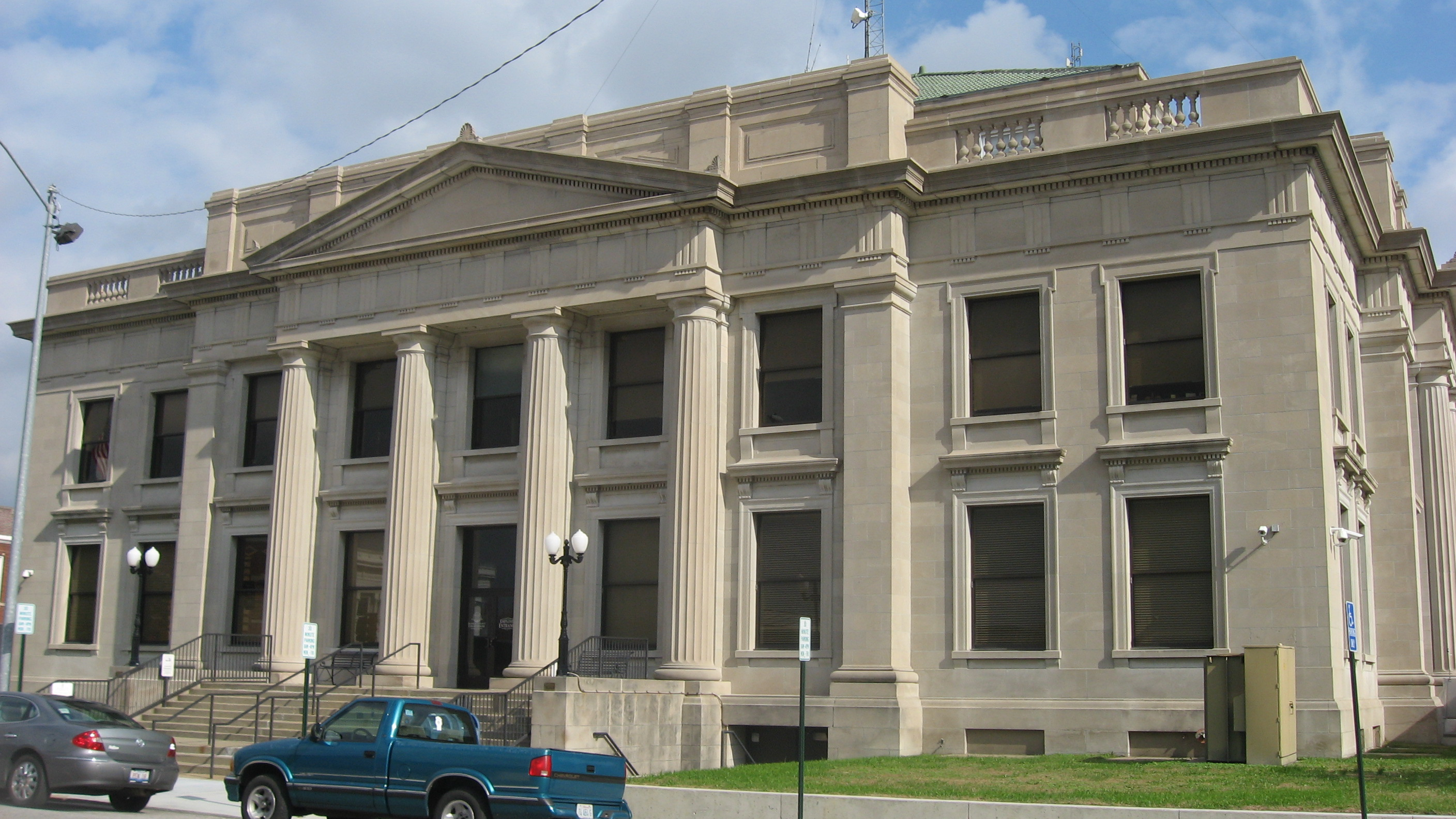
Imagine a clădirii Curții de Justiție a comitatului Jackson din Murphysboro, statul